# Service de police de Laval

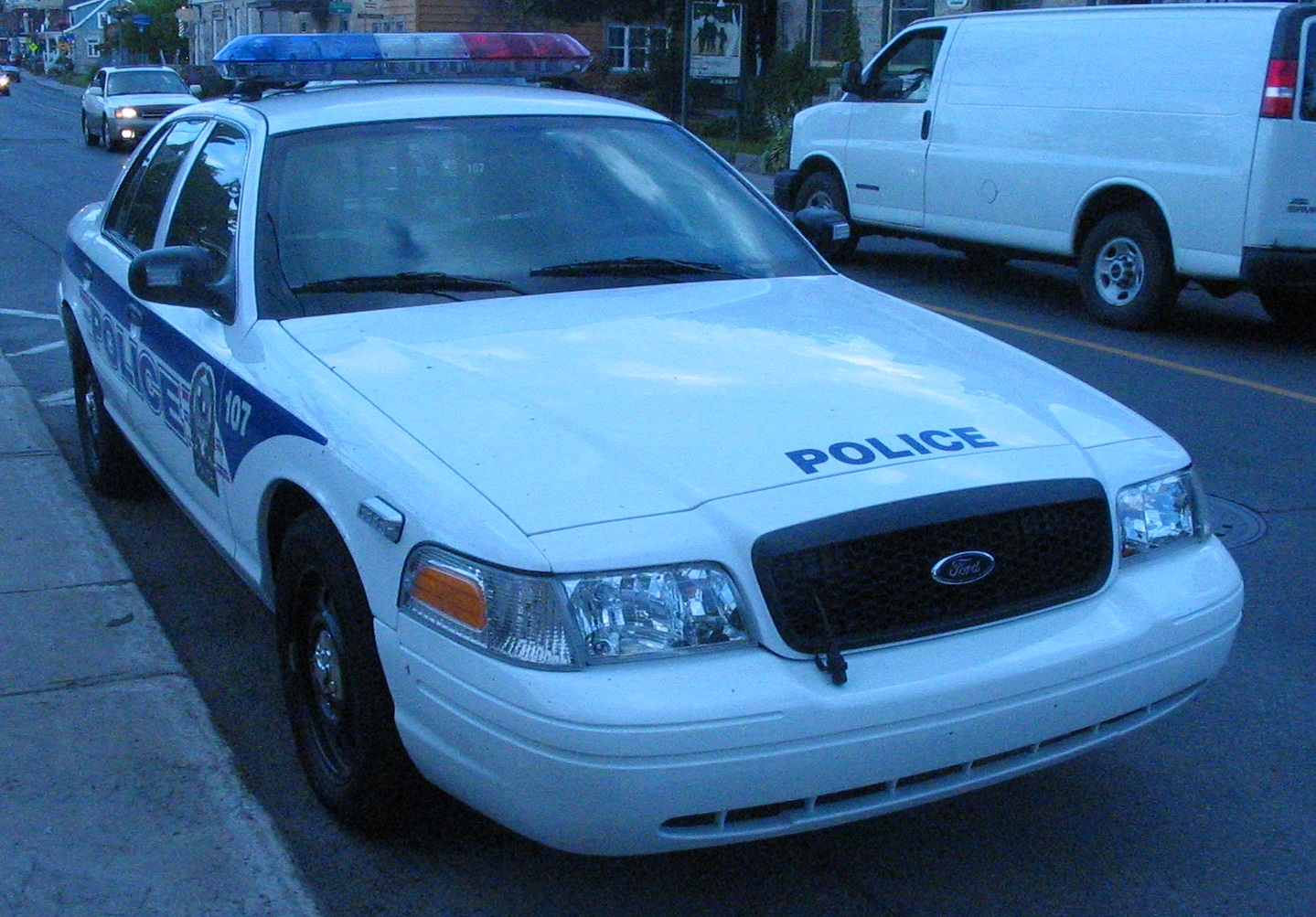
Véhicule de police Ford Crown Victoria utilisé par la police de Laval.

Le service de police de Laval désigne la force de police municipale de la ville de Laval, située au nord de Montréal. Il est le troisième plus grand service de police municipal de la province, précédé du Service de police de la ville de Montréal (SPVM) et du Service de police de la ville de Québec (SPVQ).
Le chef de police actuel est Pierre Brochet.

## Structure
Structure du service de police de la ville de Laval :
- Directeur (1)
- Directeur-Adjoint (1)
- Assistant-directeur (3)
- Inspecteur-chef (4)
- Inspecteur (13)
- Lieutenant et lieutenant-détectives
- Sergent et sergent-détectives
- Agent

Il y a six postes de quartier répartis sur le territoire :
- PDQ 1 - Saint-François, Saint-Vincent-de-Paul et Duvernay-Est
- PDQ 2 - Pont-Viau, Duvernay, Val-des-Arbres, Laval-des-Rapides et Renaud
- PDQ 3 - Chomedey
- PDQ 4 - Laval-Ouest, Laval-sur-le-Lac, Fabreville-Ouest, Laval-les-Îles et Sainte-Dorothée
- PDQ 5 - Sainte-Rose et Fabreville-Est
- PDQ 6 - Vimont, Auteuil et Val-des-Brises

En 2021, le Service de police de la Ville de Laval crée l’escouade Azimut : Cette escouade, composée d’une vingtaine de policiers, est entièrement dédiée aux cas qui concernent les phénomènes criminels, le désordre public, les incivilités et les enjeux en matière de sécurité routière et de circulation. Elle offre aussi une réponse proactive aux plaintes de la communauté lavalloise. 

## Équipement
En 2012, le service acquiert 22 défibrillateurs externes automatisés (DEA) qui, en deux ans, auraient sauvé 14 vies. Le SPL a acquis par la suite 48 DEA, ce qui permet d'en avoir un dans chaque véhicule et poste du service.